# La mia vita a stelle e strisce
La mia vita a stelle e strisce è un film del 2003 diretto ed interpretato da Massimo Ceccherini, uscito nelle sale italiane il 31 ottobre 2003.

## Trama
La placida vita del contadino toscano Lando viene sconvolta dall'improvviso rimpatrio di una zia, Giuly, emigrata negli USA trent'anni prima, diventata molto grassa e dall'appetito irriducibile. La donna è accompagnata dal marito, un ex-marine fuori di testa reduce del Vietnam, che conosce a memoria il film Apocalypse Now e che si alza ogni mattina alle cinque; dal nipotino Nicolas, un rompiscatole affetto dalla mania dei videogames, ma anche dalla bella figlia Wendy che intriga sia Lando che il suo babbo.
Gli ospiti americani non rinunciano alle loro abitudini: jogging, festa di Halloween, marcia militare alle 5 del mattino, tacchino al forno per la festa del Ringraziamento. Lando cerca di resistere a tutti questi cambiamenti, inoltre l'infatuazione per Wendy lo rende ancor meno incline ad un dialogo con la contadina dei campi vicini, con la quale intrattiene una relazione puramente fisica. Quest'ultima vorrebbe semplicemente parlare con lui oltre a copulare, ma quest'ultimo l'ascolta sempre meno, vedendola solo quando deve sfogare i suoi bisogni fisici senza dire una parola.
Lando, giunto al limite della sopportazione, esplode e si sfoga, ma alla fine il fascino d'oltreoceano coinvolge anche lui, quando Wendy torna e gli dichiara il suo amore. 5 anni dopo i due si sposano e hanno anche dei bambini; inoltre il suocero (che ha avuto un ictus), la suocera (che ora pesa 250 kg) e l'undicenne Nicolas (ora appassionato ai giornaletti porno) si stabiliscono con loro, con Lando totalmente devoto a tutte le abitudini americane, con tanto di tinta bionda ai capelli e casa pitturata a stelle e strisce. Ma il padre, dopo un'idea americana, è morto ed è stato sepolto a fianco del tacchino Gluglu. Tuttavia Lando ha ripreso a vedersi con l'amante contadina e i due finalmente parlano, ma lo fanno durante il sesso. Lando stesso dichiara di essersi fatto "colonizzare" solo per la moglie e che in realtà è ancora un fiero italiano e lo sfoga solo con la contadina e quando è da solo in macchina ad ascoltare la musica del proprio paese.

## Luoghi del film
Il film è ambientato nella campagna Toscana, in provincia di Pisa (all'inizio del film viene citato il Camp Darby, base militare tra Pisa e Marina di Pisa). Le scene però sono girate in altre zone della Toscana: si intravede spesso il profilo della città di Pienza, provincia di Siena, mentre alcune scene sono state girate all'interno del borgo di San Quirico d'Orcia, sempre in provincia di Siena.